# Petit Khoural d'État
Le Petit Khoural d'État (mongol : Улсын Бага Хурал, Ulsyn Baga Khural) également abrégé en Petit Khoural (Бага Хурал), est le præsidium, en tant que comité exécutif du Grand Khoural d'État de la République populaire mongole de 1924 à 1951 et l'appareil législatif permanent de 1990 à 1992.
Dans sa première phase, il est composé de 5 membres, dans sa seconde phase, après la révolution de 1990, il est composé de 50 membres élus parmi les membres du grand Khoural, dont il ne fait plus partie.

## Membres notables
- Sühbaataryn Yanjmaa de 1940 à 1950.